# Regele Iordaniei
Regele Regatului Hașemit al Iordaniei este șeful statului și monarhul Iordaniei. El servește ca șef al monarhiei iordaniene - dinastia hașemită. Regelui i se adresează cu Maiestatea Sa (صاحب الجلالة).
Deși Iordania este o monarhie constituțională, regele este învestit cu puteri executive și legislative considerabile. El este comandantul șef al armatei iordaniene, numește premierul și directorii agențiilor de securitate. De asemenea, el numește membrii camerei superioare, Senatul, precum și membrii Curții Constituționale.

## Istorie
Monarhia iordaniană a fost înființată în 1921. Fiii lui Hussein bin Ali, șeriful Meccăi din 1908 până în 1916, au fost învestiți ca regi ai Irakului și Iordaniei. În Iordania, Abdullah I a fost făcut emir al Transiordaniei, funcție pe care a deținut-o din 11 aprilie 1921 până când Transiordaniei i s-a acordat independența la 25 mai 1946, ca Regat Hașemit al Transiordaniei. Abdullah a fost încoronat primul rege al țării. Numele țării a fost scurtat în Regatul Hașemit al Iordaniei la 3 aprilie 1949, după războiul arabo-israelian din 1948. Actualul monarh este Abdullah al II-lea, începând cu 9 iunie 1999, succesorul tatălui său.

## Monarhii Iordaniei (1921 - prezent)
| Nume                                | Durată de viață                            | Încoronare     | Sfârșit domnie | Note                                                                  | Familia  | Imagine                 |
| ----------------------------------- | ------------------------------------------ | -------------- | -------------- | --------------------------------------------------------------------- | -------- | ----------------------- |
| Abdullah - عبد الله الأول بن الحسين | februarie 1882 – 20 iulie 1951 (69 de ani) | 1 aprilie 1921 | 25 mai 1946    | Anterior Regele-desemnat al Irakului pentru o scurtă perioadă în 1920 | Hașemită | Abdullah I al Iordaniei |

### Regaul Hașemit al Transiordaniei/Iordania(1946–prezent)
| Nume                                           | Durată de viață                                  | Încoronare       | Sfârșit domnie             | Note                                                             | Familia  | Imagine                  |
| ---------------------------------------------- | ------------------------------------------------ | ---------------- | -------------------------- | ---------------------------------------------------------------- | -------- | ------------------------ |
| Abdullah I - عبد الله الأول بن الحسين          | februarie 1882 – 20 iulie 1951 (69 de ani)       | 25 mai 1946      | 20 iulie 1951 (asasinat)   | proclamat rege al Palestinei la Conferința de la Ierihon în 1948 | Hașemită | Abdullah I al Iordaniei  |
| Talal - طلال بن عبد الله                       | 26 februarie 1909 – 7 iulie 1972 (63 de ani)     | 20 iulie 1951    | 11 august 1952 (a abdicat) | Fiul lui Abdullah I                                              | Hașemită | Talal al Iordaniei       |
| Hussein - الحسين بن طلال                       | 14 noiembrie 1935 – 7 februarie 1999 (63 de ani) | 11 august 1952   | 7 februarie 1999           | Fiul lui Talal                                                   | Hașemită | Hussein al Iordaniei     |
| Abdullah al II-lea - عبد الله الثانى بن الحسين | 30 ianuarie 1962 (63 de ani)                     | 7 februarie 1999 | în funcție                 | Fiul lui Hussein                                                 | Hașemită | Abdullah II al Iordaniei |